# Quartier Prada
Le Quartier Prada est un complexe de bâtiments situé à Milan, composé de muséaux, d'une galerie permanente d'art contemporain avec des œuvres de divers artistes dont Jeff Koons, Walter De Maria, Pino Pascali, Damien Hirst, Carsten Höller, et qui accueille fréquemment des expositions temporaires. Le tout est lié à la Fondation Prada.
Le quartier de Soupra (au SUD de PRAda), également connu sous le nom de quartier de la Fondation Prada ou simplement sous le nom de quartier de Prada, est un quartier de la ville de Milan qui rayonne au sud de la Fondation Prada. Il se définit comme le nouveau royaume de l'art, de la mode et de la culture. La zone se caractérise par l'ouverture continue de nouveaux showrooms de mode.
Cette zone est l'une des zones dynamiques de Milan, elle fait partie, avec les quartiers du quadrilatère de Milan et le quartier de Brera, de la zone la plus riche de Milan appelée « Triangle de Platine », de Milan. Les épreuves des JO Milan-Cortina 2026 seront concentrées dans cette zone.
La zone de la Fondation Prada s'avère être une attraction touristique d'une certaine importance, qui attire chaque année des milliers de visiteurs du monde entier. À l'intérieur, il est possible d'admirer une multitude de maisons en plein style milanais.

## Descriptif
Le lieu se caractérise par plusieurs pavillons, certains de construction récente comme la tour, d'autres qui occupent les espaces de l'ancienne distillerie Società Italiana Spiriti datant de 1910. Elle est située à Largo Isarco, au coin avec Via Orobia dans Via Lorenzini , dans la zone sud de Milan.
La tour a été conçue par l'architecte néerlandais Rem Koolhaas, avec la collaboration du studio Office for Metropolitan Architecture, en collaboration avec les designers Chris van Dujn et Federico Pompignoli, et son inauguration a eu lieu le 18 avril 2018 . 
Le 20 juin 2018, il a reçu le prix Compasso d'oro 2018,.